# Herbert Mullin
Herbert William Mullin (18. dubna 1947 Salinas, Kalifornie – 18. srpna 2022 Stockton) byl americký sériový vrah, který spáchal celkem 13 vražd v Kalifornii na začátku 70. let 20. století. V roce 1973 byl odsouzen k doživotnímu vězení.

## Dětství a mládí
Mullin se narodil v Salinas v Kalifornii, ale vyrůstal v Santa Cruz. Jeho otec byl veterán ze druhé světové války. Dle všeho byl na Herberta přísný, ale nezneužíval jej. Často mluvil s Herbertem o svých hrdinských skutcích a naučil svého syna, jak pracovat se zbraní. Mullin měl poměrně šťastné dětství, ve škole měl mnoho přátel a jeho spolužáci jej označovali jako velmi nadějného. Nicméně krátce po absolvování San Lorenzo Valley High School, byl jeden z jeho přátel sražen automobilem (na místě mrtvý) v přítomnosti Herberta. Mullin si postavil ve svém pokoji „svatyni“ za svého zesnulého kamaráda. Při výslechu tvrdil, že si nebyl jistý, zda byl homosexuál, nebo ne, ale prý to bylo pravděpodobné, i když měl v té době přítelkyni.
V roce 1969, když bylo Mullinovi 21 let, jej jeho rodina poslala do psychiatrické léčebny. Během několika let vystřídal mnoho léčeben a trpěl sebepoškozováním. Posléze se pokusil stát se knězem, neúspěšně, a z bytu byl vyhozen poté, co několikrát agresivně bil do zdi a mluvil na lidi, kteří zde nebyli.
Při zatčení Herberta uvedl psycholog pracující pro FBI, Robert K. Ressler, že Mullin trpěl paranoidní schizofrenií. Nemoc se zhoršovala, když začal Mullin brát drogy a kouřit marihuanu.

## Vraždění

### První vražda
V roce 1972, bylo Herbertovi 25 let. Vrátil se za svými rodiči do Santa Cruz, kde začal v hlavě slyšet hlasy, které mu říkaly, že se blíží zemětřesení. To prý mohla odvrátit jen krvavá oběť. Bylo to nedlouho před 18. dubnem, kdy měl Mullin mít narozeniny a zároveň to bylo datum výročí velkého zemětřesení v San Franciscu. Mullin věřil, že válka ve Vietnamu přinesla „vyšší moci“ dost krvavých obětí, aby jim to nadlouho vystačilo, ale v této době již válka slábla a proto si „vyšší moc“ žádala další oběti. Proto bylo nutné někoho zabít, aby tak Kalifornii uchránil před zemětřesením.
O několik měsíců později, 13. října 1972, se Mullin odhodlal k první vraždě. Bezdomovce Lawrence „Whitey“ Whita ubil k smrti baseballovou pálkou. Při výslechu policii tvrdil, že onen bezdomovec byl prorok Jonáš a ten k Herbertovi vyslal telepatickou zprávu, která nařizovala jej hned zabít. Whiteovo tělo bylo nalezeno následujícího dne.

### Mary Guilfoyle a Henri Tomei
Další obětí byla Mary Guilfoyle († 24 let), studentka Cabrillo College. Mary nestíhala přednášku na škole a proto stopovala auta. Mullin jí zastavil a když nastoupila do auta, začal ji bodat do hrudníku a do zad. Její tělo pak shodil dolů ze svahu vedle silnice.
Jen o čtyři dny později Mullin spáchal již třetí vraždu. Šel se vyzpovídat do kostela k faráři Henrimu Tomeiovi, kde ale opět dostal "telepatickou zprávu", hlásající, že farář musí zemřít. Faráře několikrát bodl a kopal do něj, zemřel na vykrvácení. Této vraždě přihlížel svědek, zaměstnanec kostela, jehož výpověď ale policii nepomohla.
Po vraždě faráře se Mullin rozhodl vstoupit do námořní pěchoty, dokonce prošel fyzickými a psychickými testy. Nicméně kvůli jeho bývalé trestné činnosti (drobné krádeže, přečiny) nebyl přijat. Toto odmítnutí jen potvrdilo Mullinovu domněnku, že se proti němu spikl svět a že za toto odmítnutí může skupina hippies.

### Gianerovi, Kathy Francis a její synové
V lednu 1973 Mullin přestal užívat drogy a obvinil je za své problémy. Pak si koupil několik zbraní a rozhodl se zabít svého bývalého spolužáka ze střední školy, Jima Gianera, který mu poprvé prodal marihuanu. Když pak 25. ledna 1973 přišel k domu, kde měl Jim údajně pobývat, otevřela mu Kathy Francisová, která tvrdila, že se Jim i s rodinou odstěhoval, pak dala Mullinovi jeho novou adresu. Na adrese, kterou mu dala Kathy Francisová skutečně Jim bydlel, i se svojí přítelkyní, tu Mullin zastřelil výstřelem do hlavy, stejně tak učinil i Jimovi. Herbert se pak vrátil do domu Francisové, kde zabil ji i její dva syny († 9 a 4 roky).
Manžel Kathy byl drogový dealer, proto se původně policie domnívala, že vražda Francisové i jejích synů má spojitost s drogami. Některé zdroje uvádějí, že nejdříve zabil Kathy a až později jel ke Gianerovým.

### Vražda kempařů
Asi o měsíc později, na začátku února 1973, putoval Mullin po národním parku Henry Cowell Redwoods, kde viděl čtyři mladistvé chlapce kempovat. Přistoupil k nim a při krátkém rozhovoru s nimi tvrdil, že je ranger. Nařídil jim odejít, protože znečišťují les, ale oni odmítli. Mullin hrozil, že se vrátí další den, ale ani to kempaři nebrali jako varování, jelikož byli vybaveni vlastní puškou ráže 22. Druhý den se Mullin skutečně vrátil a všechny čtyři zabil. Těla byla nalezena až následující týden.

### Poslední vražda
Finální vražda se konala o tři dny později, 13. února. Mullin jel autem okolo Freda Pereze, který právě pracoval na zahradě. Bezdůvodně udělal otočku, zastavil své auto před Perezovou zahradou a zastřelil ho. To se událo za denního světla, kdy vraždu vidělo mnoho svědků, z nichž jeden si zapamatoval SPZ značku a nahlásil ji policii. Ještě toho dne byl Mullin zadržen.

## Oběti
- Lawrence White († 55), 13. října 1972
- Mary Guilfoyle († 24), 24. října 1972
- Henri Tomei († 65), 2. listopadu 1972
- Jim Ralph Gianera († 25), 25. ledna 1973
- Joan Gianera († 21), 25. ledna 1973
- Kathy Francis († 29), 25. ledna 1973
- Daemon Francis († 4), 25. ledna 1973
- David Hughes († 9), 25. ledna 1973
- David Allan Oliker († 18), 6. února 1973
- Robert Michael Spector († 18), 6. února 1973
- Brian Scott Card († 19), 6. února 1973
- Mark John Dreibelbis († 15), 6. února 1973
- Fred Perez († 72), 13. února 1973

## Proces a vězení
Okresní zastupitelství Santa Cruz obvinilo Mullina z 10 vražd (první tři se konaly v jiných státech) a jeho případ byl otevřen 30. července 1973. Mullin se přiznal ke všem zločinům a proto se soud zaměřil hlavně na to, zda byl plně při smyslech. Verdikt byl vynesen dne 19. srpna 1973: Mullin byl prohlášen vinným z vraždy prvního stupně v případech Jima Gianera a Kathy Francis, zatímco za ostatních osm vražd Mullin byl shledán vinným z vraždy druhého stupně, protože byl impulsivní.
Okresní zastupitelství Santa Clara obvinilo Mullina za vraždu prvního stupně v případu Henriho Tomeie.
Byl odsouzen k doživotnímu vězení v Santa Cruz County. Svůj trest si odpykával ve státní věznici Mule Creek v Ione, s možností podmínečného propuštění v roce 2021. Zemřel 18. srpna 2022 v nemocnici přirozenou smrtí.